# 北海道情報大学
北海道情報大学（ほっかいどうじょうほうだいがく、英語: Hokkaido Information University）は、北海道江別市西野幌59番2に本部を置く日本の私立大学。1989年創立、1989年大学設置。大学の略称は情報大。
設置者は学校法人電子開発学園であり、eDCグループのひとつとして数えられている。経営情報学部においては大学通信教育も実施されている。

## 概観
北海道情報大学は情報化社会の新しい大学と学問の創造を建学の理念として1989年に設立された大学である。
1994年に通信教育部を設置。日本で初めて衛星通信を利用したメディア授業（PINE-NET）を開始した。PINE-NETは本学との大学併修の学科を持つeDCグループ内外の専門学校での本学通信教育部のメディア授業に使われる。それにより通信教育部の学生数も増加、令和元年には在学生の約6割は通信教育部の学生となっている。

## 沿革
- 1968年 - 北海道電子計算機専門学校開校
- 1986年 - 学校法人電子開発学園設立
- 1989年 - 北海道情報大学開学。経営情報学部（経営学科・情報学科）を開設
- 1994年 - 衛星通信による通信教育部経営情報学部（経営学科・情報学科）を開設
- 1996年 - 大学院経営情報学研究科（修士課程）を開設
- 1998年 - 松尾記念館が完成
- 1999年 - 中華人民共和国の南京大学と国際交流協定締結
- 2001年 - 情報メディア学部（情報メディア学科）を開設
- 2002年 - 文部科学省メディア教育開発センターの衛星通信システムであるスペース・コラボレーション・システム事業（SCS）に加盟[注 1]。アメリカ合衆国・カリフォルニア大学サンタクルーズ校と国際交流協定締結
- 2003年 - 経営情報学部の経営学科を経営ネットワーク学科に、情報学科をシステム情報学科に、通信教育部の2科も同様に改称する。通信教育部においてWeb Based Trainingシステムによるインターネットメディア授業（インターネットによる遠隔教育システム）が稼動。通信教育部の秋入学を開始。中華人民共和国の瀋陽師範大学と国際交流協定締結
- 2004年 - 札幌サテライト開設
- 2005年 - 文部科学省の現代GP（現代的教育ニーズ取組支援プログラム）に採択
- 2006年 - 経営情報学部に医療情報学科を開設。経済産業省の産学協同実践的IT教育訓練基盤強化事業に採択
- 2007年 - 南京大学外国語学院IT・日本語クラスから編入学生の受入れを開始。総務省の支援
- 2008年 - 経営情報学部経営ネットワーク学科を先端経営学科に改称[注 2]。情報メディア学部（情報メディア学科）にメディアデザイン専攻、メディアテクノロジー専攻を設置。タイ王国・ラジャマンガラ工科大学タンヤブリ校（RMUTT）と国際交流協定を締結。文部科学省の教育GP（質の高い大学教育促進プログラム）に採択。経済産業省の産学人材育成パートナーシップ等プログラム開発・実証事業に採択
- 2009年 - アメリカ合衆国のレイクワシントンテクニカルカレッジ（LWTC）（当時）と国際交流協定締結
- 2011年 - eDCタワー（タワー校舎）を使用開始
- 2013年 - 経営情報学部医療情報学科を医療情報学部医療情報学科に改組。医療情報学部（医療情報学科）にメディカル・マネジメント専攻、メディカル・サイエンス専攻を設置
- 2015年 - 中華人民共和国の大連東軟信息学院と学士課程学生教育に関する共同プロジェクト（ダブルディグリー）実施協定締結
- 2017年 - 経営情報学部の先端経営学科にデジタルビジネス専攻、システム情報学科にシステム情報専攻、宇宙情報専攻を設置。医療情報学部（医療情報学科）にメディカルヘルスケア専攻、臨床工学専攻を設置
- 2018年 - 医療情報学部医療情報学科メディカルヘルスケア専攻を診療情報管理専攻に改称
- 2021年 - 経営情報学部（先端経営学科）にビジネスデザイン専攻、地域ビジネス専攻を設置。医療情報学部医療情報学科診療情報管理専攻を医療情報専攻に改称

## 教育および研究

### 組織

#### 学部
経営情報学部
- 先端経営学科
  - ビジネスデザイン専攻
    - ビジネスデザインコース

  - 地域ビジネス専攻
    - 地域ビジネスコース
- システム情報学科
  - システム情報専攻
    - システムエンジニアコース
    - AIコース
    - ネットワーク・セキュリティコース

  - 宇宙情報専攻
    - 宇宙情報システムコース

医療情報学部
- 医療情報学科
  - 医療情報専攻
    - 診療情報管理コース
    - 健康情報科学コース
    - 医療情報エンジニアコース

  - 臨床工学専攻
    - 臨床工学技士コース

情報メディア学部
- 情報メディア学科
  - メディアデザイン専攻
  - メディアテクノロジー専攻
    - 映像・アニメーションコース
    - グラフィックデザインコース
    - イラストキャラクターデザインコース
    - メディアアートコース
    - ゲームデザインコース
    - 3DCGコース
    - Webサイト制作コース
    - UI・UXデザインコース
    - VR・ARコース
    - モバイルアプリケーションコース
    - Webアプリケーションコース
    - ゲームプログラミングコース
    - インターネットセキュリティコース

通信教育部 経営情報学部
- 経営ネットワーク学科
- システム情報学科
  - 情報数理専攻

#### 大学院
経営情報学研究科（修士課程）
- 経営情報学専攻
  - アカウンティング・マネジメント分野
    - アカウンティングプログラム
    - ビジネスプランプログラム

  - システムデザイン分野
    - システム設計プログラム
    - ネットワーク技術プログラム

  - クリエイティブメディア分野
    - 情報処理プログラム
    - メディア制作論プログラム

### 教育
現代的教育ニーズ取組支援プログラム
ニーズに基づく人材育成を目指したe-Learning Programの開発（ITによるIT人材育成フレームの構築－学習者適応型e-Learningシステムの開発－）（平成17年度「ニーズに基づく人材育成を目指したe-Learning Programの開発」）
産学人材育成パートナーシップ事業
デジタルコンテンツ産業におけるトップガン：クリエイター・プロデューサー育成の実践（ITを武器に先端分野で活躍する企業と大学との産学連携の下、世界で活躍するメディアクリエイター及びプロデューサーの育成を目指す）
質の高い大学教育推進プログラム
ICTによる自律的FD推進モデルの構築（ファカルティポートフォリオシステムの開発・導入による教育の自律機能の実現）

## 通信教育部

### 概要
北海道情報大学においては、通信の課程（大学通信教育）として通信教育部が置かれている。
文科系や福祉・看護・医療分野の学科が多い日本の大学通信教育の中では珍しく、情報科学に関する学科を設置している。
- 経営情報学部
  - 経営ネットワーク学科
  - システム情報学科
  - システム情報学科 情報数理専攻[注 4]

通信の課程を置く多くの大学と同様の「印刷授業（テキスト学習）」「面接授業（スクーリング）」のほか、「メディア授業」が行われる。カリキュラムの見直し・再構成を時代に即して行っており、2005年より、面接授業を履修せずに卒業要件の単位数が修得できるようになっている。また、同じく2005年より必修科目は設定されなくなり履修学科が指定される科目も無いため、所属学科にかかわらず通信教育部で開講しているすべての科目の受講が可能となっている。
入学時期は2003年以降、年2回。春期入学（4月）は例年5月10日頃まで入学志願を受付、秋期入学（10月）は例年11月5日頃まで入学志願を受け付けている。原則として入学試験は行われず、書類選考が行われる。
- 全国14会場[注 8]にて面接授業（スクーリング）を開講しており、インターネットメディア授業と併せて居住地に関係なく学習可能な環境が整えられている。また、単位認定のための科目試験は全国18会場[注 9]にて実施している。
- 「プログラミング基礎」インターネットメディア授業のeラーニングシステムであるPETA2[注 10]が、第4回日本e-Learning大賞の総務大臣賞を受賞した。
- 教職課程は2017年度現在、高等学校の情報・商業・数学、中学校の数学が課程認定されている。
- 放送大学と単位互換協定を結んでおり、放送大学で取得した単位を卒業に要する単位として認定することができる[2]。

### 教育センター
北海道情報大学と同時に修学する、いわゆるダブルスクールで学ぶことのできる専門学校が全国に12校あり、それぞれに北海道情報大学の「教育センター」を設置している。各専門学校の指定学科（4年制）への入学と共に北海道情報大学 通信教育部へ正科生Bとして入学する。学生は専門学校での授業の他に大学の授業を各学校（教育センター）にてIPメディア授業を中心に受講し、卒業時には大学の学士の学位と専門学校の高度専門士の称号を得ることができる。
これらの教育センターは正科生Bへの教育の他、それ以外の通信教育部学生（正科生A等）の面接授業（スクーリング）、科目試験会場としても使われる。
教育センターの設置されている専門学校の多くは北海道情報大学と同じ電子開発学園（eDCグループ）の学校であるが、以下に◇を付した学校は電子開発学園以外が運営する学校である。
- 札幌教育センター（北海道札幌市）- 北海道情報専門学校
- 秋田教育センター（秋田県秋田市）- 秋田情報ビジネス専門学校 ◇
- 新潟教育センター（新潟県新潟市）- 新潟情報専門学校
- 名古屋教育センター（愛知県名古屋市）- 名古屋情報メディア専門学校
- 大阪教育センター（大阪府大阪市）- 大阪情報専門学校
- 広島教育センター（広島県広島市）- 広島情報専門学校
- 北九州教育センター（福岡県北九州市）- KCS北九州情報専門学校
- 福岡教育センター（福岡県福岡市）- KCS福岡情報専門学校
- 大分教育センター（大分県大分市）  KCS大分情報専門学校
- 鹿児島教育センター（鹿児島県鹿児島市）-  KCS鹿児島情報専門学校
- 沖縄教育センター 第1キャンパス（沖縄県那覇市）- 沖縄情報経理専門学校 那覇校 ◇
- 沖縄教育センター 第2キャンパス（沖縄県沖縄市）- 沖縄情報経理専門学校 沖縄校[注 11] ◇

#### かつて設置されていた教育センター
センターが設置されていた専門学校の閉鎖、指定学科の廃止等によりいくつかの教育センターはすでに廃止されており、これまでに設置されていたセンターは現行のものも含めて20ヵ所になる。
- 仙台教育センター（宮城県仙台市） - 東北電子専門学校 ◇ ：2007年3月31日付で教育センター廃止。
- 水戸教育センター（茨城県水戸市） - 茨城情報専門学校 ◇ ：2004年3月31日付で教育センター廃止。2005年9月1日付で学校廃止。
- 千葉教育センター（千葉県松戸市） - 富士コンピュータ専門学校 ◇ ：2008年3月31日付で教育センター廃止。現：専門学校ニホン国際ITカレッジ。
- 山梨教育センター（山梨県甲府市） - 山梨情報科学専門学校 ◇ ：2011年3月31日付で教育センター廃止。現：山梨情報専門学校。
- 静岡教育センター（静岡県静岡市） - 専門学校静岡電子情報カレッジ ◇ ：2012年3月31日付で教育センター廃止。
- 名古屋教育第2センター（愛知県名古屋市） - 名古屋情報経理専門学校 ：2006年までに教育センター廃止。現・名古屋医療情報専門学校。
- 兵庫教育センター（兵庫県姫路市） - 姫路情報システム専門学校 ◇ ：2008年3月31日付で教育センター廃止。
- 岡山教育センター（岡山県岡山市） - 専門学校岡山ビジネスカレッジ ◇ ：2001年3月31日付で教育センター廃止。

## 教職課程
「高等学校教諭一種・情報」の養成課程が、課程認定が全国的に開始された2001年度より設置されている。2009年度より同・商業、2011年度より同・数学が設置されているため、2013年現在は高校の3教科が取得可能（通学課程では中学校・数学も課程認定されている）。ただし学部・学科により不可能な教科も存在する。
また2002年度以前と比べ2003年度以降は、教員免許取得要件として課される単位数が32単位程度削減され（開設当初は教科に関する科目だけで、法定単位が20単位以上であるところ、必修科目だけで60単位を優に超えるものであった）、一般的な大学の教職課程並みの水準になった。さらに2007年度からは教科に関する科目が精選され、最低22単位となった（当然、別表1で授与申請をする場合、減った分を「教科又は教職に関する科目」相当部分として、何かしらの形で充足する必要があるが、別表第四で授与申請する者の負担は大幅に減っている）。
通信教育部の場合は、かつては中学校・数学の課程は設けられていなかったため、高校の免許のみとなっていたが、2017年度現在は中学校の数学も開講されている。また、2004年度10月入学生までは、学部既卒者で免許状を所有していない者を対象とした「教職正科生」（学生身分としては、3年次編入の正規学生に准ずるが、学位は授与されなかった。免許状自体を所有していない他、高校以外の他校種の免許しか所有していないなど、別表第一にて免許状申請する者を対象）という学生区分が設けられていたが、現在は一般の学生と同様に「正科生A」（「正科生B」は、専門学校卒業と同時に本学通信教育部を卒業出来る課程にいる学生に対するカテゴリとなるため、「正科生A」は単独で本学通信教育部に在籍する学生に対するカテゴリである）として入学する形となる。
既卒者・高校他教科の免許を保有している者、あるいは（情報の免許取得希望者の場合）中学校・技術の免許状所持者で現場勤務年数が一定期間以上を満たしている者ならびに中学校・数学の免許状の授与をすでに受けている者が現場勤務年数が一定期間以上を満たした上で高等学校の数学の免許状の授与を希望する場合は、科目等履修生として入学する形をとる（前者は別表第四で、後者は別表第八での授与申請となる。即ちいずれも教育職員検定による）。
情報科学を専門的に扱う大学として、高度で専門的な科目が多数開講されている。C言語によるプログラミング・データベース設計・数学を使用した画像処理など理論的・技術的に踏み込んだ物が多く、高等学校の現場で対応するのに十分過ぎるともいえるレベルの学習を行う事が可能。同じ教科の養成過程を置く他の大学と比べ、教職課程としては技術志向の強いカリキュラムが設定されている。

## 学生生活

### 部活動・クラブ活動・サークル活動
Yosakoiソーランサークルと江別市在住の社会人等との合同チームである江別まっことえぇ&北海道情報大学は、YOSAKOIソーラン祭りに第2回から27回連続出場しており、平岸天神と並んで道内チーム最多である。

### 学園祭
学園祭は「蒼天祭」と呼ばれ例年10月に行われる。AIR-G'との共同開催のライブイベント「So-ten Live」も蒼天祭開催期間に行われる。

## 施設

### キャンパス

#### 江別キャンパス
- 使用学部：全学部
- 使用研究科：大学院全研究科
- 交通アクセス：

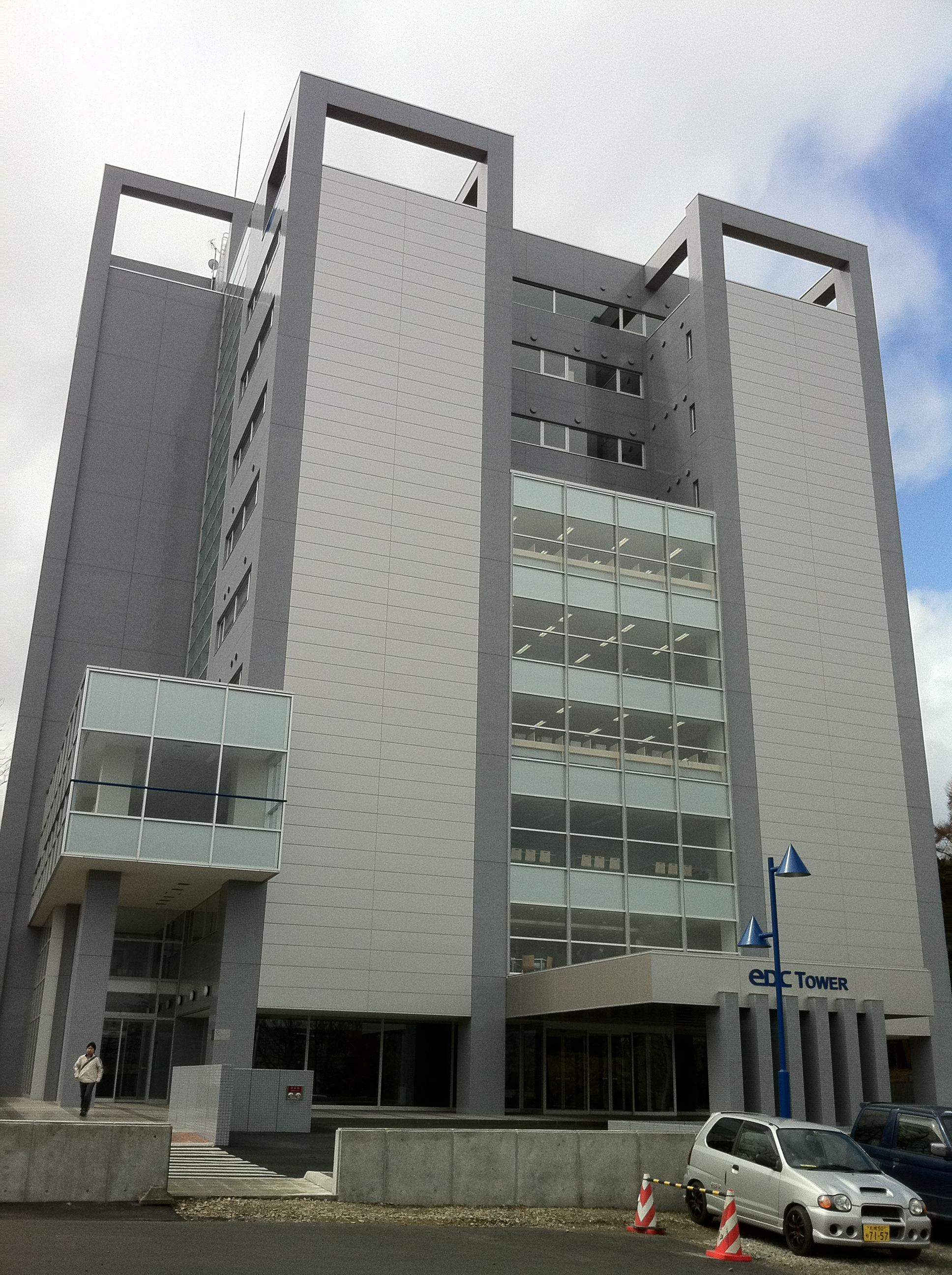
eDCタワー

  - ジェイ・アール北海道バス空知線『情報大学前』停留所よりすぐ
  - 北海道旅客鉄道（JR北海道）函館本線『野幌駅』より徒歩25分
  - 高速バス（道央自動車道）『高速野幌』停留所より徒歩5分

ほとんどの棟が接続されており一つの建物群となっているが、以下の建物で構成されている。
- 校舎棟1号館
- 校舎棟2号館
- 松尾記念館
- eDCタワー
- 体育館・厚生棟
- 大学本部棟
- 通信教育棟
- 部室棟A棟
- 部室棟B棟

また大学敷地内に国際交流センター、女子学生寮、男子学生寮、情報大学前停留所（ジェイ・アール北海道バス）がある。

#### 札幌サテライト
- 使用学部：なし
- 使用研究科：なし
- 交通アクセス：札幌駅より徒歩10分

札幌市中心部にあり、公開講座・研究会・学会の打合せ等に利用されている。通常学生が講義で使用する事は無い。

#### 東京事務所
- 使用学部：なし
- 使用研究科：なし
- 交通アクセス：中野駅より徒歩1分

eDCグループのオフィスが集まる「eDCビル」4階にあり、学生のサポート、大学の広報業務を主に行っている。通学課程や通信課程正科生Bの学生に対する関東地区での就職活動をサポートする拠点である「就職プラザin東京」として、大学発行各種証明書の申請や受け渡し、就職活動に関わるパソコンやファックスの利用等もできる。

### 施設情報

#### 学内情報
- 江別キャンパス学内数箇所に設置された無線LANによって校内ほぼ全域でインターネット接続できる（学生無料）。
- セイコーマート・食堂・カフェテリア・情報図書館・学生プラザ・ラウンジ等に加え、2011年度の校舎再編に伴い、新しくパソコン実習室が複数完成する。
- PCが100台以上設置された情報図書館には道内大学では初となる自動書庫が導入されている。
- サッカーグラウンド・テニスコート・野球場など広大な土地を有するが、一部のサークル・クラブのみ部室などがある厚生棟や体育館などの屋内運動施設は手狭。
- 学生のニーズに答え女子トイレにはパウダースペースが設けられている。

#### 寮
大学敷地内に男子寮・女子寮が設置されている。また推薦寮として徒歩圏内にRTNパークハイツがある。

#### 教育研究施設
大学敷地内にある株式会社北海道情報技術研究所4階に学生プロジェクトによるデジタルコンテンツの制作拠点としてHIUメディアクリエイティブセンター（HIU MCC）が設置されている。女子寮に隣接する国際交流センター内には医療情報学科の演習施設であるバーチャルホスピタルが設置されている。

## 対外関係

### eDCグループ
北海道情報大学は産業、研究、教育の各領域にまたがるeDCグループのひとつとして、各機関と緊密に連携している。

#### 産業領域
- 株式会社エス・シー・シー （SCC）
- 宇宙技術開発株式会社

#### 研究領域
- 株式会社北海道情報技術研究所

#### 教育領域
- 北海道情報専門学校
- 新潟情報専門学校
- 名古屋情報メディア専門学校
- 名古屋医療情報専門学校
- 大阪情報専門学校
- 広島情報専門学校
- KCS北九州情報専門学校
- KCS福岡情報専門学校
- KCS大分情報専門学校
- KCS鹿児島情報専門学校

### 連携機関
- 北海道大学数学連携研究センター

### 他大学との協定
- 南京大学
- 瀋陽師範大学
- カリフォルニア州立大学
- ラジャマンガラ工科大学

### 高大連携
- 北海道野幌高等学校
- 北海道札幌東商業高等学校
- 東京都立東村山高等学校
- 北海道釧路明輝高等学校
- 東京都立久留米西高等学校
- 東京都立富士森高等学校
- 東京都立淵江高等学校
- 北海道江別高等学校
- 東京都立東村山西高等学校

## 大学関係者と出身者

### 歴代学長
- 木下重教：初代学長
- 三枝武男：2代学長
- 大野公男：3代学長
- 久野光朗：4代学長
- 井野智：5代学長
- 嘉数侑昇：6代学長
- 長谷川淳：7代学長
- 冨士隆：8代学長
- 澤井秀：9代学長
- 西平順：10代学長[3]

### 著名な教職員
- 松尾泰 - 電子開発学園理事長、慶應義塾大卒
- 冨士隆 - 元学長、上智大学卒
- 隼田尚彦 - 教授、工学者
- 伊藤博之 - 客員教授、クリプトン・フューチャー・メディア代表
- 守啓祐 - 教授、工学者
- 渡部重十 - 教授、地球物理学者、惑星科学者
- 松尾三郎 - 元電子開発学園理事長
- 原暉之 - 元副学長
- 室木洋一 - 元特任教授
- 佐久間安世 - 元教授、中小企業診断士
- 有道出人 - 元准教授、米国カリフォルニア州出身の日本国籍取得者